# 노보에어
노보에어(영어: NovoAir)는 방글라데시의 항공사로 총 5개 노선을 취항하고 있다. 본사는 방글라데시 다카에 위치해 있으며 2012년에 설립했다. 또한 사용하고 있는 허브 공항으로 샤잘랄 국제공항이 있으며 2013년 1월 9일부터 운항을 시작했다.

## 보유 기종
- 2012년 4월 기준으로 노보에어는 다음과 같은 기종을 보유하고 있으며 평균 기령은 11.2년이다.[9][10]

## 같이 보기
- 방글라데시의 교통